# Охаупо (станция)

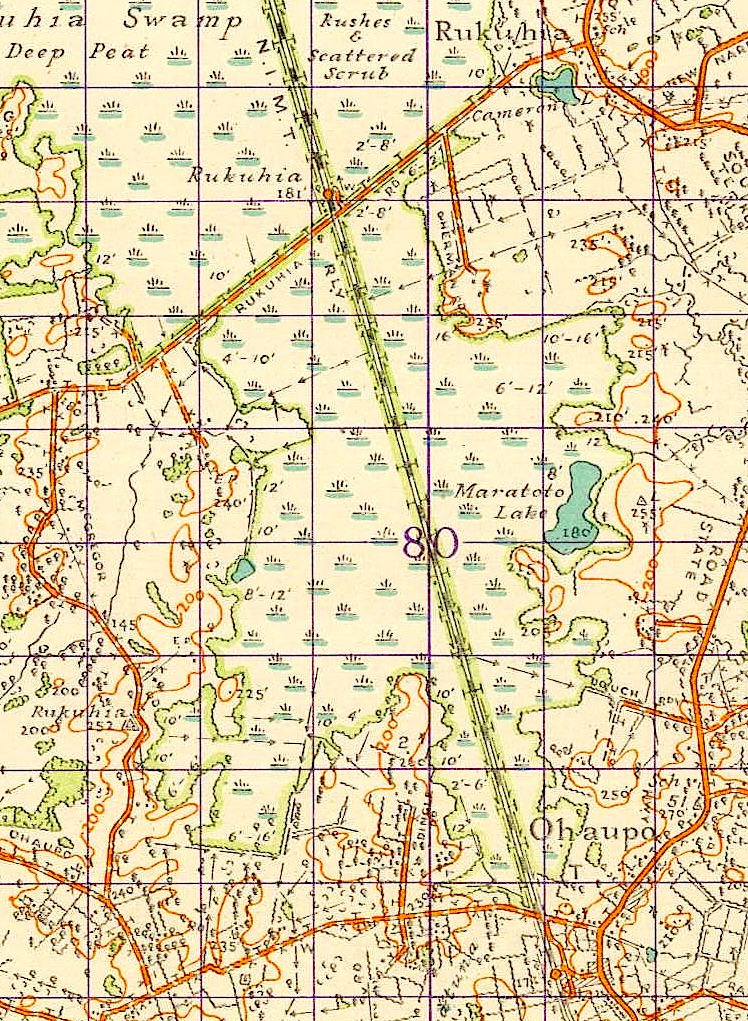
Станция Охаупо на карте 1946 года (красная точка в нижней части карты)

Охаупо (англ. Ohaupo railway station) — железнодорожная станция существовавшая в Новой Зеландии с 4 июня 1878 года по 13 июня 1982 года. Находилась на Северном острове в городе Охаупо.

## История
Станция Охаупо была построена в 4 июня 1878 года. В 1927 году объем перевозки грузов через станцию составил 2686 тон. 13 июня 1982 года станция была закрыта.

## Описание
Станция Охаупо включала в себя вокзал в виде дома из 7 комнат в которые входили дамская комната ожидания, общественный вестибюль, билетная касса, офис начальника станции. На станции была одна асфальтовая платформа и сарай для товаров.